# 心音 (福山雅治の曲)
「心音」（しんおん）は、福山雅治の12作目のオリジナル・アルバム『AKIRA』の収録楽曲。アルバム発売に先駆け、デジタルシングルとして先行配信された。

## 解説
日本テレビ系「水曜ドラマ」で放送されている『#リモラブ 〜普通の恋は邪道〜』主題歌。
ドラマ制作陣は企画段階で福山に主題歌をオファー。台本を読んだ福山は、恋をさぼってきた主人公・大桜美々の気持ちに寄り添うラブソング「心音」を書き下ろした。
楽曲タイトルについて、福山は公式サイトで、「心臓が脈打つ音の表現にはいくつかの言葉があります。あくまでも個人の解釈ですが、「鼓動」という言葉は生命力みなぎる力強いイメージ。かたや「心音」という言葉には、「生まれたての命の音」とでも言いますか、か弱く繊細な、だけど確かな命が宿っている、というイメージ。ちょっと不器用だから恋する気持ちに素直になれなかったり、真っ直ぐに人に向き合うことに少し疲れてしまった。でも、一度生まれた「恋心」は、まるで心臓が脈打つかのように止められない。でも、戸惑いもある…。そんな大桜美々をイメージしています。」だと説明している。
ジャケット写真撮影は写真家奥山由之。
ミュージックビデオの監督は柿本ケンサク。